# Internationale Cricket-Saison 1984/85
Die internationale Cricket-Saison 1984/85 fand zwischen September 1984 und April 1985 statt. Als Wintersaison wurden vorwiegend Heimspiele der Mannschaften aus Südasien, der Karibik und Ozeanien ausgetragen.

## Überblick

### Internationale Touren
| Beginn             | Heimteam    | Auswärtsteam | Resultate | Resultate | Artikel |
| Beginn             | Heimteam    | Auswärtsteam | Test      | ODI       | Artikel |
| ------------------ | ----------- | ------------ | --------- | --------- | ------- |
| 28. September 1984 | Indien      | Australien   |           | 0–3 [5]   | Artikel |
| 17. Oktober 1984   | Pakistan    | Indien       | 0–0 [2]   | 1–0 [3]   | Artikel |
| 3. November 1984   | Sri Lanka   | Neuseeland   |           | 1–1 [2]   | Artikel |
| 9. November 1984   | Australien  | West Indies  | 1–3 [5]   |           | Artikel |
| 12. November 1984  | Pakistan    | Neuseeland   | 2–0 [3]   | 3–1 [4]   | Artikel |
| 28. November 1984  | Indien      | England      | 1–2 [5]   | 1–4 [5]   | Artikel |
| 18. Januar 1985    | Neuseeland  | Pakistan     | 2–0 [3]   | 3–0 [4]   | Artikel |
| 29. März 1985      | West Indies | Neuseeland   | 2–0 [4]   | 5–0 [5]   | Artikel |

### Internationale Turniere
| Beginn           | Turnier                                               | Land                         |
| ---------------- | ----------------------------------------------------- | ---------------------------- |
| 6. Januar 1985   | Benson & Hedges World Series Cup 1984/85              | Australien                   |
| 17. Februar 1985 | Benson & Hedges World Championship of Cricket 1984/85 | Australien                   |
| 22. März 1985    | Rothmans Four-Nations Cup 1984/85                     | Vereinigte Arabische Emirate |

### Internationale Touren (Frauen)
| Beginn           | Heimteam   | Auswärtsteam | Resultate | Resultate | Artikel |
| Beginn           | Heimteam   | Auswärtsteam | WTest     | WODI      | Artikel |
| ---------------- | ---------- | ------------ | --------- | --------- | ------- |
| 1. Januar 1985   | Australien | England      | 2–0 [3]   | 3–0 [3]   | Artikel |
| 7. Februar 1985  | Australien | Neuseeland   |           | 2–1 [3]   | Artikel |
| 23. Februar 1985 | Indien     | Neuseeland   | 0–0 [3]   | 3–3 [6]   | Artikel |

## Nationale Meisterschaften
Aufgeführt sind die nationalen Meisterschaften der Full Member des ICC.
| Land                         | First-Class                 | List A                                    |
| ---------------------------- | --------------------------- | ----------------------------------------- |
| Australien                   | Sheffield Shield 1984/85    | McDonald’s Cup 1984/85                    |
| Indien                       | Ranji Trophy 1984/85        |                                           |
| Duleep Trophy 1984/85        | Deodhar Trophy 1984/85      |                                           |
| Irani Cup 1984/85            |                             |                                           |
| Neuseeland                   | Shell Trophy 1984/85        | Shell Cup 1984/85                         |
| Pakistan                     | Quaid-e-Azam Trophy 1984/85 |                                           |
| BCCP Patron’s Trophy 1984/85 |                             |                                           |
| PACO Cup 1984/85             |                             |                                           |
| Südafrika                    | Castle Cup 1984/85          | Benson and Hedges Series 1984/85          |
| UCB Bowl 1984/85             |                             |                                           |
| Howa Bowl 1984/85            |                             |                                           |
| West Indies                  | Shell Shield 1984/85        | Geddes Grant/Harrison Line Trophy 1984/85 |